# Гайлігендамм

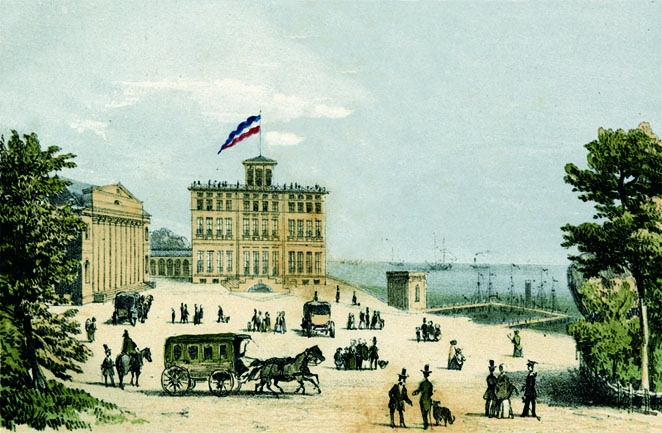
Вид Гайлігендамма 1841 року

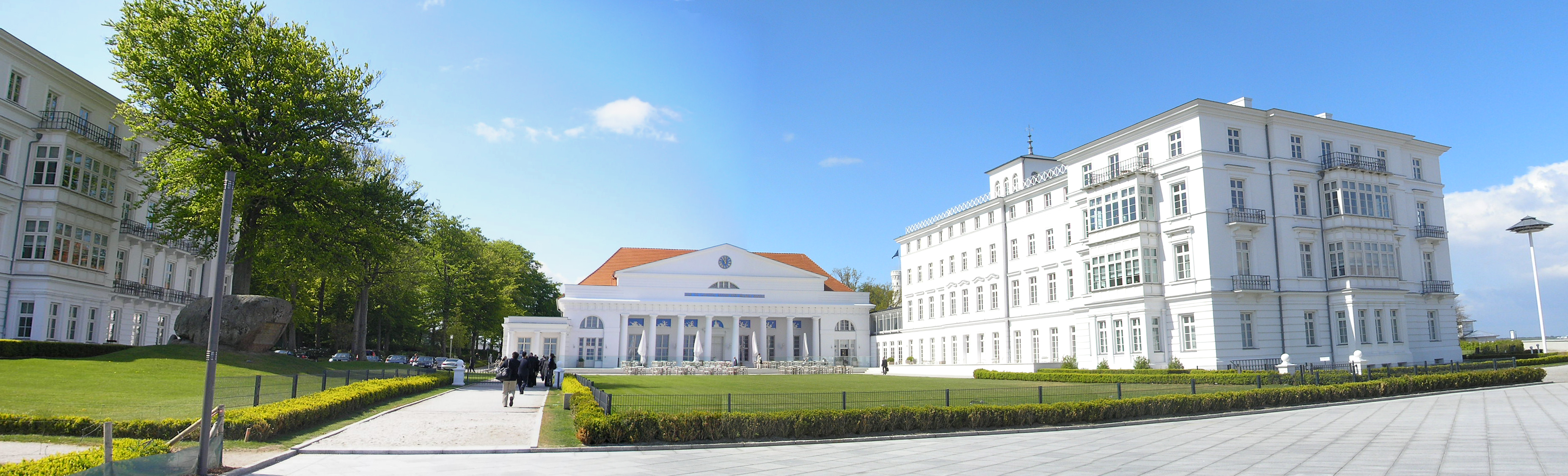
Панорамний огляд курзалу

54°08′34″ пн. ш. 11°50′38″ сх. д. / 54.142778° пн. ш. 11.843889° сх. д.
Гайлігенда́мм (нім. Heiligendamm) — розташований на узбережжі Балтійського моря район міста Бад-Доберан у Німеччині, у землі Мекленбург — Передня Померанія.
Є найстарішою купальнею Німеччини. Через те, що довгі ряди білих будинків стоять уздовж узбережжя й добре видні з моря, також відомий як «Біле місто біля моря». 2004 року Гайлігендамму тимчасово надано титул курорту. Місце набуло світової відомості через зустріч «Великої вісімки» у червні 2007 року.

## Історія

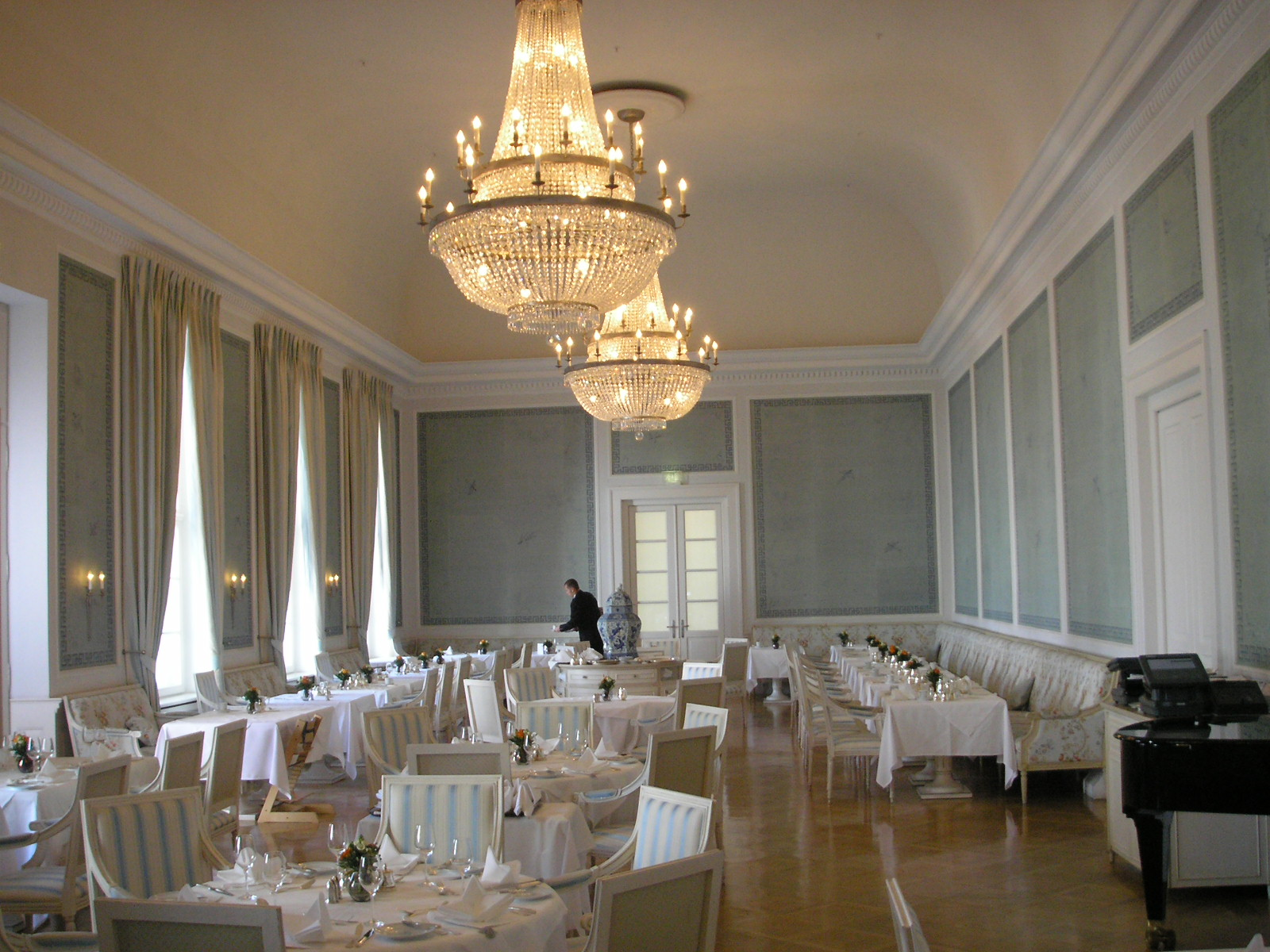
Їдальня (салон) у курзалі

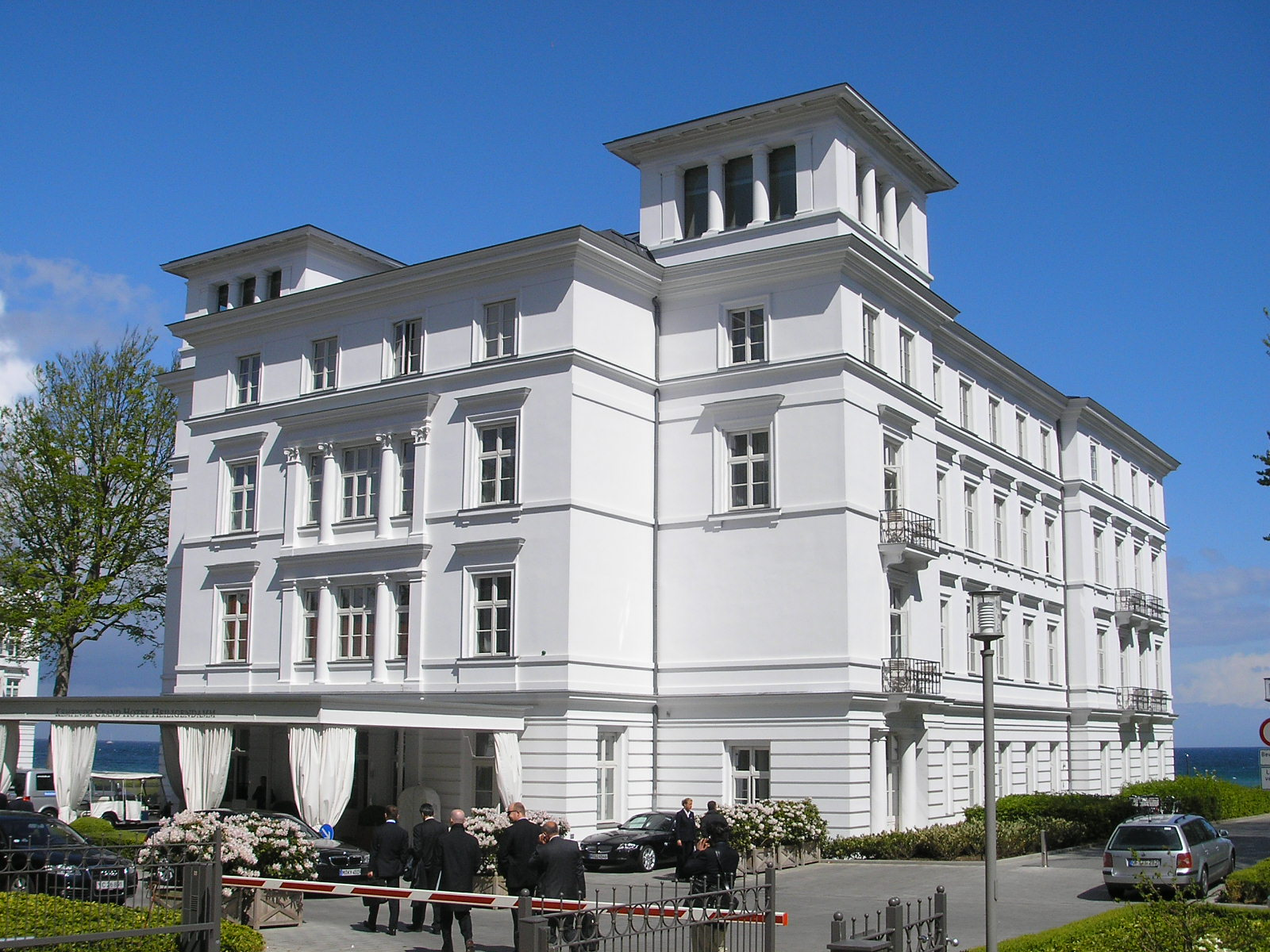
«Grand Hotel»

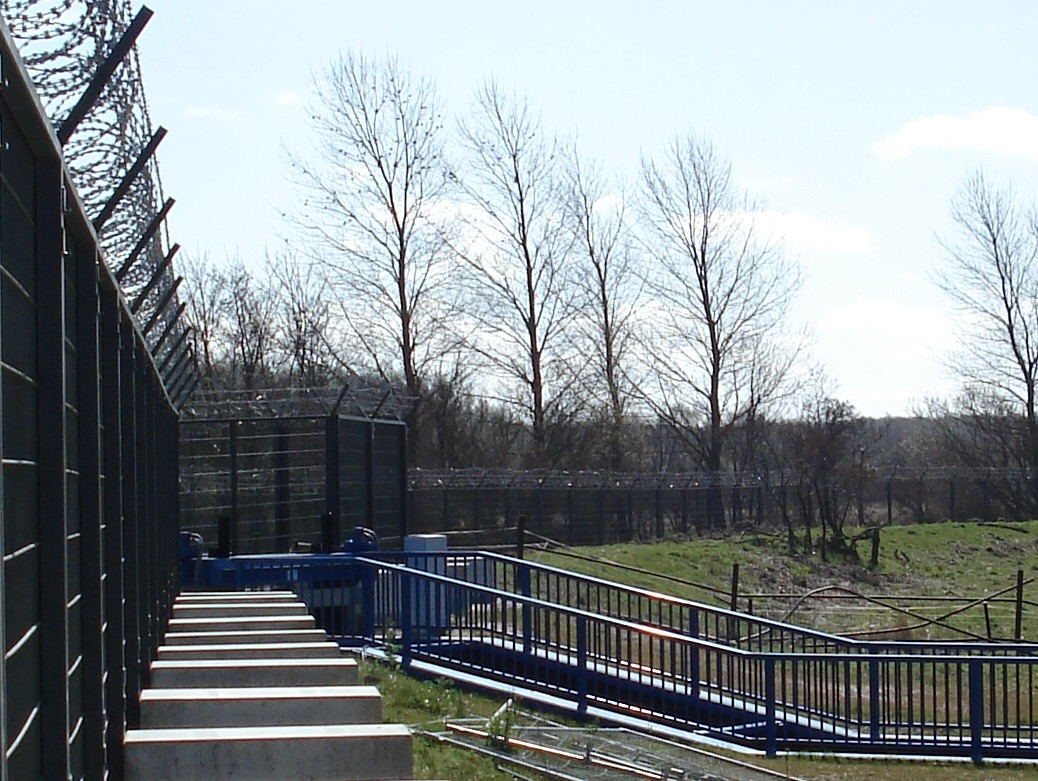
Захисна огорожа, зведена неподалік від Гайлігендамма напередодні зустрічі «Великої вісімки»

Своєю появою Гайлігендамм завдячує великому герцогу Фрідріху Францу I Мекленбурзькому, який 1793 року заснував на тому місці курорт. Нині про ту подію нагадує пам'ятник засновнику курорту.
Із самого свого заснування Гайлігендамм вважається одним із найкрасивіших курортів Німечиини.
Назву «Гайлігендамм» (нім. свята дамба) місцина отримала через великий насип каміння, що складалась із моренних відкладень льодовикового періоду. За легендою насип виник з вод Балтійського моря внаслідок молитов ченців ордену цистерціанців.
Існує хибне вірування, що один з московських царів відпочивав у Гайлігендаммі. Однак реально там бувала лише велика княжна Марія Олександрівна.
1949 року в Гайлігендаммі було засновано школу прикладного мистецтва для дизайнерів інтер'єру, меблів, графіки та прикрас. Загальне число студентів, які скінчили цю школу до 2000 року становило близько 1500.
За часів існування НДР, будівлі школи використовувались влітку як літній табір для дітей працівників апарату Міністерства культури НДР. Така практика припинилась улітку 1990.
1996 року історична частина Гайлігендамма була викуплена одним з підрозділів підприємства нерухомості Fundus-Gruppe, яка реставрувала п'ять історичних будівель, перетворивши їх на п'ятизіркові готелі, відкриті для відвідування з весни 2003 року.
Стосунки між місцевим населенням та власниками готелів є напруженими, оскільки в результаті будівництва було перекрито для широкого доступу деякі дороги, парки та променади. Незважаючи на наявність угоди на реставрацію будівель, що не належать до комплексу готелів, така санація не була проведена. Натомість було знесено історичну віллу та заплановано знесення чи переміщення низки старовинних будівель і пам'ятників.
13 липня 2006 року в Гайлігендаммі переночував президент США Джордж Буш, який перебував із візитом у Штральзунді.
З 6 до 8 червня 2007 року було проведено зустріч "Великої вісімки. Для забезпечення безпеки заходу було зведено 13 кілометрів загороджень, що прямують безпосередньо до Балтійського моря, та які після завершення зустрічі планувалось демонтувати.

## Пам'ятки

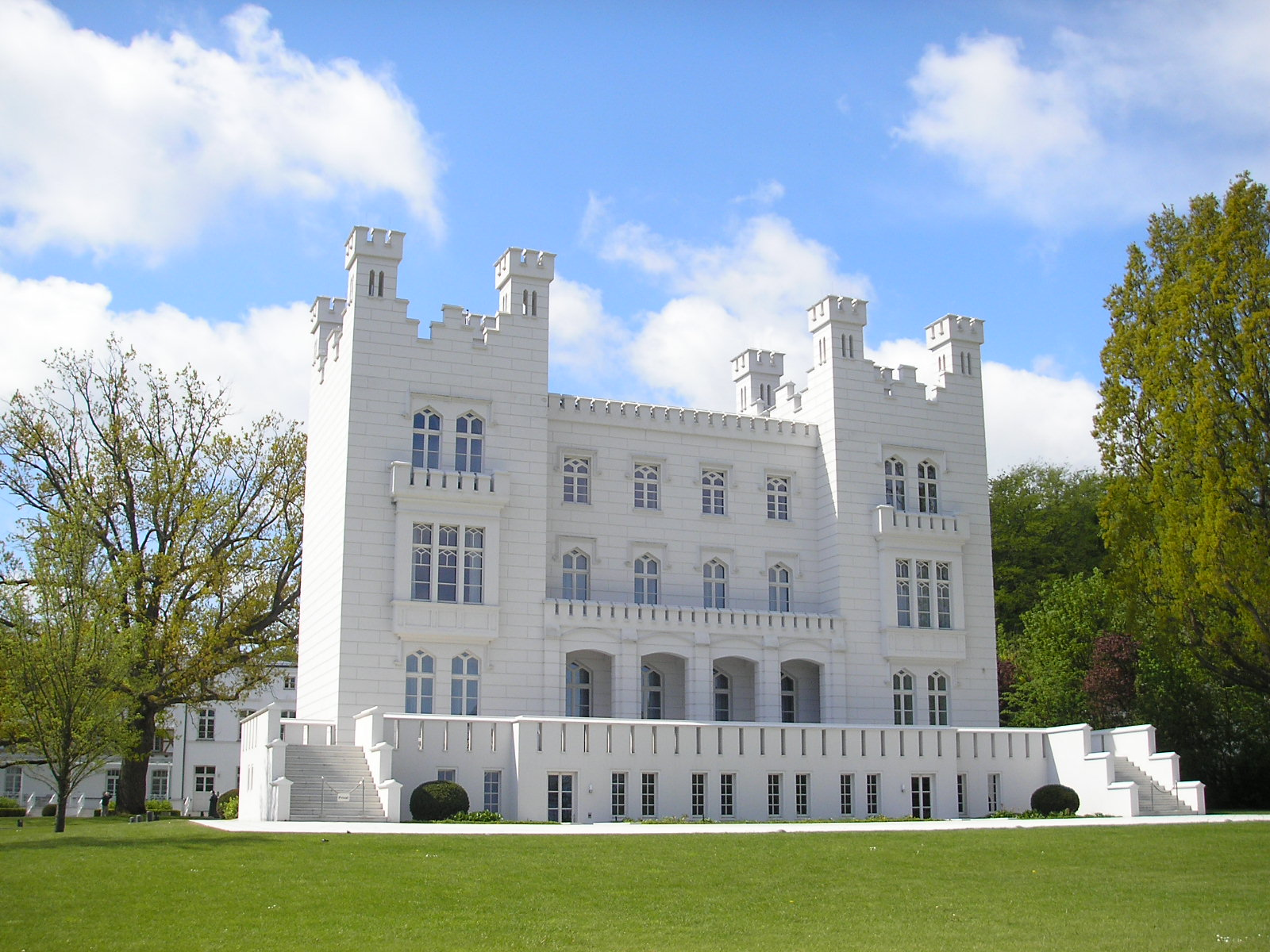
Замок «Гогенцоллерн»

Цікавість представляє історична частина Гайлігендамма, а також променад, що на 200 метрів заходить у море.
Від холодного джерела до Бад-Доберана проходить вузькоколійна залізниця «Bäderbahn Molli», ділянка полотна якої, між Гайлігендаммом і Бад-Добераном, збудована 1886 року.